# Rosamunde (Schubert)
Rosamunde, Fürstin von Zypern (Rosamunda, principessa di Cipro) è un dramma romantico scritto da Helmina von Chézy, noto soprattutto per le musiche di scena (Op. 26) composte da Franz Schubert nel 1823 e rappresentato per la prima volta al Theater an der Wien di Vienna il 20 dicembre 1823.

## Storia
Nel 1822 Schubert, scrivendo la Wanderer Fantasie, aveva ormai raggiunto la piena maturità artistica come compositore. Oltre ai celebri Lieder aveva già affrontato molti generi musicali, ma egli sperava sempre di aver successo nell'ambiente teatrale dove però le sue opere non avevano avuto ancora riconoscimenti. Soltanto un suo Singspiel, Die Zwillingsbrüder, era stato rappresentato nel 1820 con scarso risultato. Quando nel 1823 il conte  Ferdinand Palffy, proprietario del Theater an der Wien, gli propose di scrivere le musiche di scena per Rosamunde, Fürstin von Zypern accettò subito, soprattutto perché sperava, in tal modo, di avere una strada aperta per altre due opere da lui scritte nello stesso anno, Die Verschworenen e Fierrabras. Inoltre la possibilità di collaborare con Helmina von Chézy, dalla cui forte personalità era stato affascinato, lo allettava in modo particolare, potendolo lei introdurre negli ambienti artistici più importanti.
Schubert compose le musiche in breve tempo durante l'autunno e il dramma fu messo in scena il 20 dicembre dello stesso anno al Theater an der Wien. Il successo fu così scarso che l'opera venne replicata una sola volta, il 21 dicembre e mai più eseguita. Il manoscritto originale del lavoro è andato perduto, ma è stato possibile ricostruirlo in gran parte grazie alle recensioni e critiche pubblicate sulla stampa dell'epoca.
Avendo avuto l'incarico pochissimo tempo prima della prevista messa in scena, Schubert non riuscì a scrivere un'ouverture per il dramma; successivamente, per ovviare alla mancanza, si utilizzò quella per Die Zauberharfe che fu poi pubblicata come ouverture di Rosamunde, e così viene eseguita al giorno d'oggi.
All'opera è stato dedicato l'asteroide 540 Rosamunde scoperto nel 1904.

## Argomento
Rosamunde, principessa di Cipro, è stata affidata dal padre, in punto di morte, ad Axa, vedova di un marinaio. Vissuta in incognito e ignara della propria identità, all'età di diciotto anni la giovane dovrebbe salire al trono. Il governatore Fulgenzio, che è responsabile della morte dei genitori di Rosamunde, cerca di ostacolarla in ogni modo prima con diversi intrighi, poi cercando di sposarla e infine tentando di avvelenarla. La giovane principessa ha il pieno sostegno degli abitanti anche perché è autorizzata a regnare grazie a un documento lasciatole dal padre; il principe cretese Alfonso, suo promesso sposo, la sostiene con fermezza. Ogni tentativo di Fulgenzio viene sventato e alla fine Rosamunde sale al trono, sposa Alfonso mentre il traditore muore a causa del veleno preparato dalle proprie mani.

## Struttura e analisi
1. Entr'acte - Allegro molto moderato (Si minore)
2. Musica per danza - Allegro moderato. Marcia (Si minore), Andante (Sol maggiore)
3. Entr'acte - Andante (Re maggiore)
4. Romanza - Andante con moto (Fa minore)
5. Geistchor (Coro degli spiriti) - Adagio (Re maggiore)
6. Entr'acte - Andantino (Si bemolle maggiore)
7. Hirtenmelodie (Melodie dei pastori) - Andante (Si bemolle maggiore)
8. Hirtenchor (Coro dei pastori) - Allegretto (Si bemolle maggiore)
9. Jägerchor (Coro dei cacciatori) - Allegro moderato (Re maggiore)
10. Musica per danza n. 2 - Andantino (Sol maggiore)

La partitura di Schubert è costituita da brani che servono essenzialmente a collegare le diverse scene, in particolare i tre Entr'acte, e a realizzare i due balletti. I tre cori, una romanza affidata al contralto e una melodia pastorale completano la composizione. Il primo numero, l'Entr'acte che introduce l'opera, ha una connotazione drammatica e irrequieta; il secondo Entr'acte, in Re maggiore, è piuttosto breve e tormentato. Gli altri numeri della partitura rivelano una musica estremamente romantica e più calma, sostenuta da un'orchestrazione molto raffinata. Alcuni brani sono in seguito diventati celebri, come il terzo Entr'acte di cui Schubert utilizzò la melodia nel successivo Quartetto in La minore e nell'Improvviso in Si bemolle maggiore scritto nel 1827.

## Organico
Contralto, coro misto. Orchestra costituita da: due flauti, due oboi, due clarinetti, due fagotti, quattro corni, due trombe, tre tromboni, timpani, archi